# Metropolia morawska

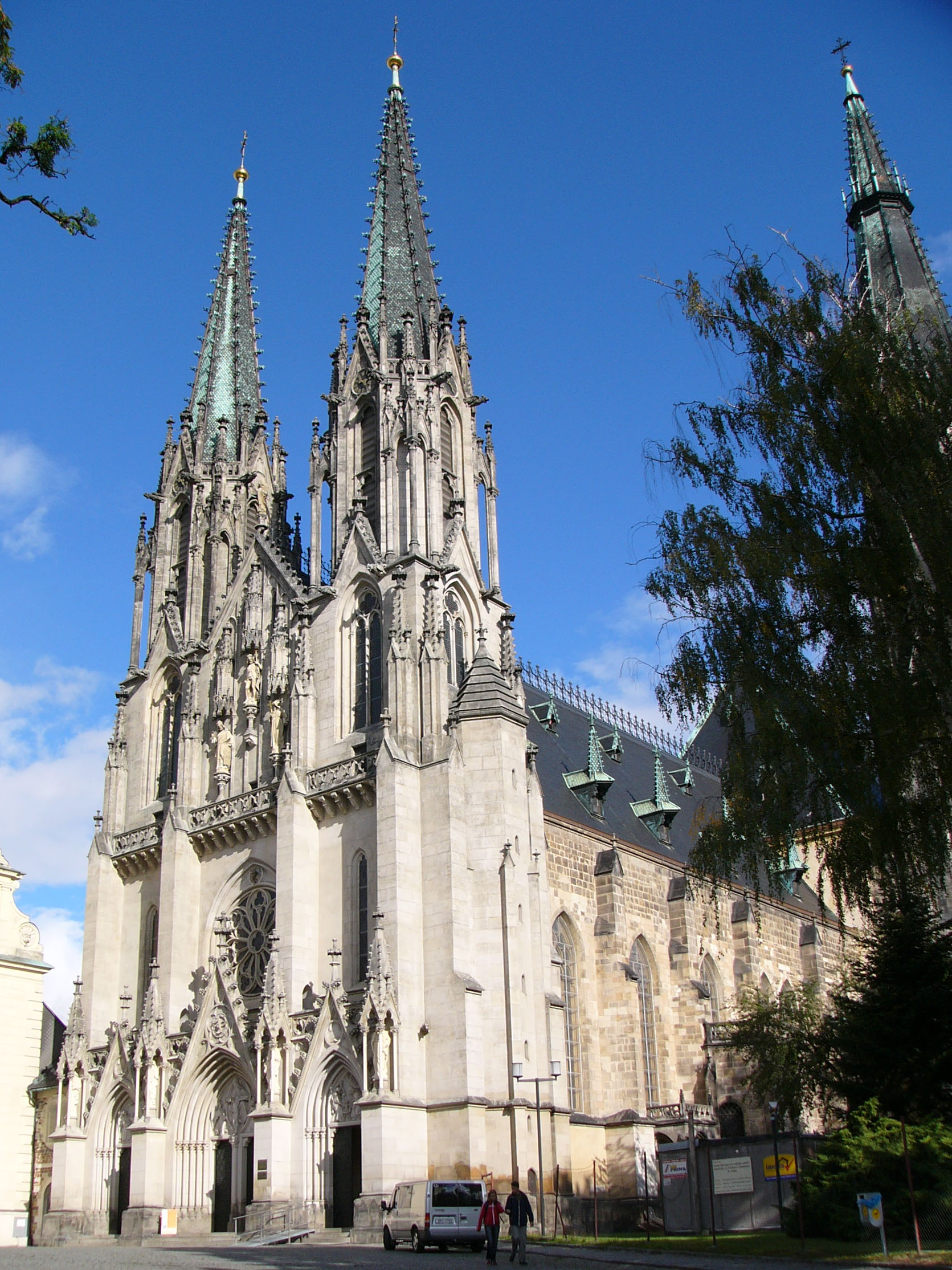
Archikatedra św. Wacława w Ołomuńcu

Metropolia morawska – jedna z dwóch metropolii obrządku łacińskiego w Kościele katolickim w Czechach. 

## Dane ogólne[1]
- Powierzchnia: 27 110 km²
- Ludność: 4 041 000
  - Katolicy: 1 688 000
  - Udział procentowy: 41,77%
- Księża:
  - diecezjalni: 716
  - zakonni: 271
- Zakonnicy: 345
- Siostry zakonne: 1109

## Geografia
Metropolia morawska obejmuje swoim zasięgiem całą krainę historyczną o tej samej nazwie – Morawy oraz Śląsk Czeski, które znajdują się we wschodniej części Czech, w tym kraje: ołomuniecki, śląsko-morawski, południowomorawski, zliński oraz części krajów: pardubickiego, Wysoczyny.

## Historia
Metropolia morawska została utworzona 5 grudnia 1777 r. przez papieża Piusa VI po podziale metropolii czeskiej i podniesieniu do rangi archidiecezji, diecezji ołomunieckiej, której przydzielono jako sufraganię nowo utworzoną diecezję brneńską.

## Podział administracyjny
1. Archidiecezja ołomuniecka
2. Diecezja brneńska
3. Diecezja ostrawsko-opawska

## Metropolici

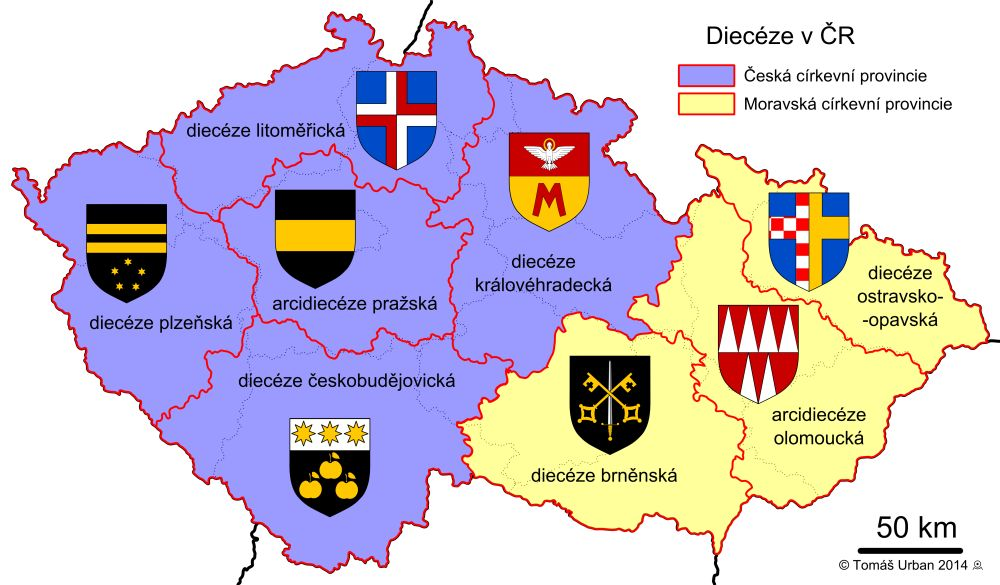
Kościół katolicki w Czechach (metropolia morawska na pomarańczowo)

Funkcję metropolity morawskiego sprawuje każdorazowy arcybiskup ołomuniecki:
- 1777–1811: abp Anton Theodor von Colloredo-Waldsee-Mels
- 1811–1819: abp Maria Thaddäus von Trautmannsdorff
- 1819–1831: abp Rudolf Johann Habsburg
- 1832–1836: abp Ferdynand Maria Chotek
- 1836–1853: abp Maximilian Josef von Sommerau-Beeckh
- 1853–1892: abp Friedrich Egon von Fürstenberg
- 1893–1904: abp Theodor Kohn
- 1904–1915: abp František Saleský Bauer
- 1916–1920: abp Lev Skrbenský z Hříště
- 1921–1923: abp Antonín Cyril Stojan
- 1923–1947: abp Leopold Prečan
- 1948–1961: abp Josef Karel Matocha
- 1961–1989: sedewakancja
- 1989–1991: abp František Vaňák
- 1992–2024: abp Jan Graubner
- od 2024 r.: abp Josef Nuzík